# Комань
Ко́мань — село в Україні, у Новгород-Сіверській міській громаді Новгород-Сіверського району Чернігівської області. Населення становить 220 осіб. До 2020 орган місцевого самоврядування — Команська сільська рада.

## Назва
Назва, мабуть, дісталася Комані від великих каменів в Десні за Погребками що нагадують могилки, погрібки. Невипадково ж село Комань зветься в документах ще й Коменцем. А на старих картах вказані дороги, що ведуть до деснянських підводних каменів, як з боку Комані, так і з боку Івота, можливо, там в давнину був брід, перевіз через Десну.

## Історія
Комань виникло у 2-й половині 12 століття. Можливо, біля села давнину був брід, перевіз через Десну. Тоді зрозуміла наявність біля Комані фортеці-городища (60х50 м) на горі, що виконувало свої контрольні функції за дорогою, за перевозом ще з часів ранньої залізної доби (2,5 тис. р. тому) аж до знищення його татарами в ХІІІ ст.
За даними опису Новгород-Сіверського намісництва 1779-1781 рр., «село Комень» Новгородської сотні Стародубського полку належало прем’єр-майору Василю Ханенку, що дісталося йому у спадок від батька генерального хорунжого Миколи Ханенка (1693-1760). 
У селі у 1781 р. була побудована дерев'яна Миколаївська церква. Поблизу села була виявлена стоянка Ложок (40-10 тис. до н. е.), кургани періоду Київської Русі (11-13 ст.).
Поблизу села був страчений поляками І.Богун, про що свідчать дубовий хрест і меморіальна плита.
12 червня 2020 року, відповідно до розпорядження Кабінету Міністрів України № 730-р «Про визначення адміністративних центрів та затвердження територій територіальних громад Чернігівської області», увійшло до складу Новгород-Сіверської міської громади.
19 липня 2020 року, в результаті адміністративно - територіальної реформи та ліквідації колишнього Новгород-Сіверського району, село увійшло до новоствореного Новгород-Сіверського району Чернігівської області.

## Уродженці
- Худорба Архип Михайлович (1748/1750-1799) — український козацький історик, сотник Шептаківської сотні.